# Club deportivo español de Burdeos
Le Club deportivo español de Burdeos,, en français Club sportif espagnol de Bordeaux, est un club de football français fondé en 1926 à Bordeaux par la communauté espagnole de la ville et disparu en 1940.
Face à ce nom de club français en espagnol, la presse d'époque a choisi de retenir le mot deportivo comme nom du club, le nommant dans ses articles Deportivo Bordeaux, parfois plus simplement Deportivo ou encore Deportivo espagnol,,.
Le club devient rapidement l'un des meilleurs clubs bordelais, remportant deux fois le championnat du Sud-Ouest en 1931 et en 1932, juste avant l'introduction du professionnalisme en France. Le Deportivo Bordeaux passe professionnel en 1933 et prend part à la première édition de  la deuxième division en 1933-1934, en même temps qu'un autre club bordelais, le SC Bastidienne. L'expérience ne dure qu'une saison, les deux clubs bordelais étant contraints par le Groupement des clubs autorisés de regrouper leur équipe professionnelle pour n'en former qu'une seule pour la saison suivante, qui prend le nom de Football Club hispano-bastidien.
L'expérience ne dure à son tour qu'une saison. Le FC hispano-bastidien abandonne le professionnalisme en 1935 ; les dirigeants du Deportivo Bordeaux poursuivent avec leur équipe amateur, remportant un troisième titre de champion du Sud-Ouest en 1938, avant de disparaitre lors de la Seconde Guerre mondiale en 1940.
Le Deportivo Bordeaux a joué sa saison professionnelle avec un maillot rouge à parements noirs.

## Historique
C'est l'un des seuls clubs à caractère étranger à avoir participé au championnat de France professionnel. Ce fut lors de la saison 1933-1934 de deuxième division. Il était formé de joueurs appartenant à la communauté espagnole de la région bordelaise. Les joueurs basques y étaient assez nombreux tels qu'Altuna, Etchezarreta, Equiazabal.
À l'issue de la saison 1933-1934, le CD Espagnol fusionne avec son voisin bordelais, le SC Bastidienne pour donner naissance à l'Hispano-Bastidienne Bordeaux. Cette fusion est imposée par la Commission du Championnat de France Professionnel qui refuse d'inscrire deux clubs professionnels bordelais dans le championnat de France de deuxième division.
Le 23 février 1935, les ex-dirigeants du Club Deportivo Espagnol Bordeaux quittent le navire, mécontents contre la Fédération qui les empêche d'aligner plus de cinq étrangers en championnat.
Le CDE Bordeaux reprend son indépendance et retrouve le championnat amateur de la Ligue du Sud-Ouest qu'il remporte en 1938, avant de mettre fin à ses activités à l'issue de la saison 1939-1940.
Le club jouait au terrain de Villenave-d'Ornon (stade du Pont de la Maye).

## Résultats sportifs

### Palmarès
| Compétitions nationales | Compétitions régionales                                                                                              |
| --- | --- |
| - Championnat de France D2 - Meilleure performance : 4e de groupe en 1934 - Coupe de France - Meilleure performance : 32e de finale (5 fois) | - Championnat du Sud-Ouest (3) - Champion : 1931, 1932, 1938 - Coupe du Sud-Ouest (3) - Vainqueur : 1932, 1933, 1934 |

### Bilan saison par saison
| Saison                   | Championnat                           | Div. | Clas.  | Pts | J  | V | N | D | Bp | Bc | Diff | Coupe de France |
| ------------------------ | ------------------------------------- | ---- | ------ | --- | -- | - | - | - | -- | -- | ---- | --------------- |
| 1926-1927                | 1re série (Sud-Ouest, gr. ?)          | 2    | ? / 5  |     |    |   |   |   |    |    |      | 2e tour         |
| 1927-1928                | 1re série (Sud-Ouest, gr. ?)          | 2    | ? / 5  |     |    |   |   |   |    |    |      | 4e tour         |
| 1928-1929                | Division d'Honneur (Sud-Ouest, gr. A) | 1    | 4 / 6  |     |    |   |   |   |    |    |      | 32e de finale   |
| 1929-1930                | Division d'Honneur (Sud-Ouest)        | 1    | ?      |     |    |   |   |   |    |    |      | 4e tour         |
| 1930-1931                | Division d'Honneur (Sud-Ouest)        | 1    | 1      |     |    |   |   |   |    |    |      | 4e tour         |
| 1931-1932                | Division d'Honneur (Sud-Ouest)        | 1    | 1      |     |    |   |   |   |    |    |      | 32e de finale   |
| 1932-1933                | Division d'Honneur (Sud-Ouest, gr. A) | 1    | 1      |     |    |   |   |   |    |    |      | 4e tour         |
| Pyramide professionnelle |                                       |      |        |     |    |   |   |   |    |    |      |                 |
| 1933-1934                | Division interrégionale (gr. Sud)     | 2    | 4 / 8  | 1   | 14 | 7 | 1 | 6 | 38 | 38 | 0    | 32e de finale   |
| Pyramide amateure        |                                       |      |        |     |    |   |   |   |    |    |      |                 |
| 1934-1935                | 1re série (Sud-Ouest)                 | 2    |        |     |    |   |   |   |    |    |      | non participant |
| 1935-1936                | 1re série (Sud-Ouest)                 | 2    | ?      |     |    |   |   |   |    |    |      | 2e tour         |
| 1936-1937                | Division d'Honneur (Sud-Ouest)        | 1    | 5 / 10 |     |    |   |   |   |    |    |      | 32e de finale   |
| 1937-1938                | Division d'Honneur (Sud-Ouest)        | 1    | 1 / 10 |     |    |   |   |   |    |    |      | 3e tour         |
| 1938-1939                | Division d'Honneur (Sud-Ouest)        | 1    | 7 / 10 |     |    |   |   |   |    |    |      | 32e de finale   |
| 1939-1940                | Division d'Honneur (Sud-Ouest)        | 1    | ? / 10 |     |    |   |   |   |    |    |      | ?               |

Légende
| Niveau I     | Division 1 (1932-2002), Ligue 1 (depuis 2002) |
| Niveau II    | Division 2 (1933-2002), Ligue 2 (depuis 2002) |
| Niveau Ligue | Ligue régionale (depuis 1932)                 |

|  | Champion ou vainqueur                                                           |
|  | Promu                                                                           |
|  | Arrêt du professionnalisme et retour dans les championnats amateurs (1932-1970) |
|  | Qualifié                                                                        |